# 셸리 모리슨
셸리 모리슨(영어: Shelley Morrison, 1936년 10월 26일 ~ 2019년 12월 1일)은 미국의 배우이다. 본명은 레이철 미트라니(영어: Rachel Mitrani)이다.

## 출연 작품

### 영화
- 브리지 (1973)
- Blume in Love (1973)
- 돌아온 맥스 듀간 (1983, Max Dugan Returns)
- 비버리 힐스 돌격대 (1989, Troop Beverly Hills)
- 사랑은 다 괜찮아 (1997)
- 샤크 (2004) - 애니메이션
- 네 엄마가 동물들을 죽였다 (2007, Your Mommy Kills Animals) - 다큐멘터리

### 텔레비전
- 닥터 웰비 (1970-72)
- 경찰초년병 (1972-74)
- 윌 & 그레이스 (1999-2006)